# Heteromolpadia joyceae
Heteromolpadia joyceae is een zeekomkommer uit de familie Molpadiidae.
De wetenschappelijke naam van de soort werd in 2007 gepubliceerd door David Pawson & D.J. Vance.